# یوتا (رود)
یوتا رودی است که آب دریاچه ونرن را در محل شهر یوتبری، در ساحل غربی سوئد، به کاتگات می‌ریزد. این رود در زمان آخرین عصر یخبندان و به عنوان یک کانال بیرون‌ریز از دریاچه یخی بالتیک به اقیانوس اطلس به‌وجود آمد. این رود اکنون بزرگترین حوضه آبریز در اسکاندیناوی را داراست.